# Generalul armatei moarte (roman)
Generalul armatei moarte (în albaneză Gjenerali i ushtrisë së vdekur) este un roman publicat în 1963 de scriitorul albanez Ismail Kadare. El este cel mai apreciat critic roman al autorului.
În limba română i s-au tradus și publicat romanele în anul 1973, Editura Univers.
A fost cel mai cunoscut roman al lui Ismail Kadare, tradus în peste 40 de țări. In 1983, a fost ecranizat în regia lui Luciano Tovoli, avându-i în distribuție pe Marcello Mastroianni, Michel Piccoli și Anouk Aimee.

## Rezumat
Acțiunea romanului se petrece în Albania, după încheierea celui de-al doilea război mondial. Un general al unei țări care a ocupat Albania în cel de-al doilea Război Mondial se întoarce, peste douăzeci de ani, să strângă rămășițele armatei pe care alți generali au dus-o la pieire. Cu hărți și liste, cu sute de mărturii despre locurile în care veteranii și-au îngropat camarazii uciși, generalul și preotul care-l însoțește adună osemintele soldaților pentru a le reda pământului pe care s-au născut. Din mormintele împrăștiate pe tot cuprinsul Albaniei, prin munți cu prăpăstii sinistre și piscuri tăioase, prin sate unde oamenii îi privesc cu dușmănie, cei doi reconstituie o armată fantomatică împachetată în saci de nailon, pe care generalul o dirijează în gând, refăcând luptele pierdute și conducându-i pe soldați la victorie.
Romanul Generalul armatei moarte prezintă perioadele de tensiune istorică ale Albaniei. În această carte vorbește despre abrutizarea și depersonalizarea omului într-o lume care poartă însemnele ororii și ale degradării valorilor vieții.